# This World
Singles de Selah Sue
Crazy Vibes
(2011) Summertime
(2011)
Pistes de Selah Sue
Peace of Mind
(2)
This World est une chanson de la musicienne et auteur-compositrice belge Selah Sue. 3e single extrait de l'album éponyme Selah Sue (2011), la chanson a été écrite par Sanne Putseys, Pieter Jan Seaux, Louis Favre, Joachim Saerens et produite par Patrice. Le single sort le 9 mai 2011 sous le label français Because Music.

## Liste des pistes
| 1. | This World | 4:45 |

## Credits et personnels
- Chanteuse – Selah Sue
- Réalisateurs – Patrice
- Écriture – Sanne Putseys, Pieter Jan Seaux, Louis Favre, Joachim Saerens
- Label: Because Music

## Classement et certifications
| Classement (2011)                       | Meilleure position |
| --------------------------------------- | ------------------ |
| Belgique (Flandre Ultratop 50 Singles)  | 2                  |
| Belgique (Wallonie Ultratop 50 Singles) | 15                 |
| France (SNEP)                           | 32                 |
| Suisse (Schweizer Hitparade)            | 42                 |

| Pays           | Certification | Ventes |
| -------------- | ------------- | ------ |
| Belgique (BEA) | Platine       | 20 000 |

## Historique de sortie
| Pays     | Date       | Format                 | Label         |
| -------- | ---------- | ---------------------- | ------------- |
| Belgique | 9 mai 2011 | Téléchargement digital | Because Music |